# Gare de Bailly
La gare de Bailly est une halte ferroviaire française située sur le territoire de la commune de Bailly, dans le département des Yvelines, en région Île-de-France.
Fermée le 15 mai 1939, elle rouvre en tant que halte de la ligne 13 du tramway d'Île-de-France le 6 juillet 2022.

## Situation ferroviaire
La halte se situe à l'emplacement du passage à niveau n° 3, au point kilométrique 8,943 de la ligne de Grande ceinture. Son altitude est de 119 m.

## Histoire
La halte de Bailly ouvre au trafic des voyageurs le 4 septembre 1882 lors de l'inauguration, sur la ligne de Grande ceinture, du service de Versailles-Chantiers à Achères. Il s’agit probablement d’une simple maison de garde-barrière dotée de quais.
Elle ferme le 15 mai 1939, quand cesse le service sur la section nord de la Grande ceinture comprise entre Versailles-Chantiers et Juvisy via Argenteuil.

### Restructuration à l'ouverture de la ligne T13
Depuis le 6 juillet 2022, la gare est rouverte et desservie par la ligne de tramway T13. Elle est devenue une halte, son bâtiment voyageurs étant désaffecté. Les quais sont reconstruits afin de pouvoir accueillir des rames de type tram-train.

## Service des voyageurs

### Accueil
Halte ou station SNCF, c'est un point d'arrêt non géré (PANG) à accès libre. Elle dispose de deux quais. Elle est équipée d'abris sur chacun des quais et d'automates pour l'achat et le compostage de titres de transport. C'est une station qui est accessible « en toute autonomie » par les personnes en fauteuil roulant, grâce à des rampes.
Le bâtiment voyageurs existe toujours mais les anciens quais ont été détruits. De nouveaux quais adaptés aux tram-trains ont été construits. La traversée des voies se fait à niveau.

### Desserte
La halte est desservie par des tram-trains de la relation Saint-Cyr - Saint-Germain-en-Laye (ligne T13).

### Fréquentation
De 2022 à 2023, selon les estimations de la SNCF, la fréquentation annuelle de la gare s'élève aux nombres indiqués dans le tableau ci-dessous.
| Année     | 2022    | 2023    |
| --------- | ------- | ------- |
| Voyageurs | 154 915 | 326 980 |

### Intermodalité
La station n'est pas desservie par les lignes de bus.

## Galerie de photographies

Près du passage à niveau
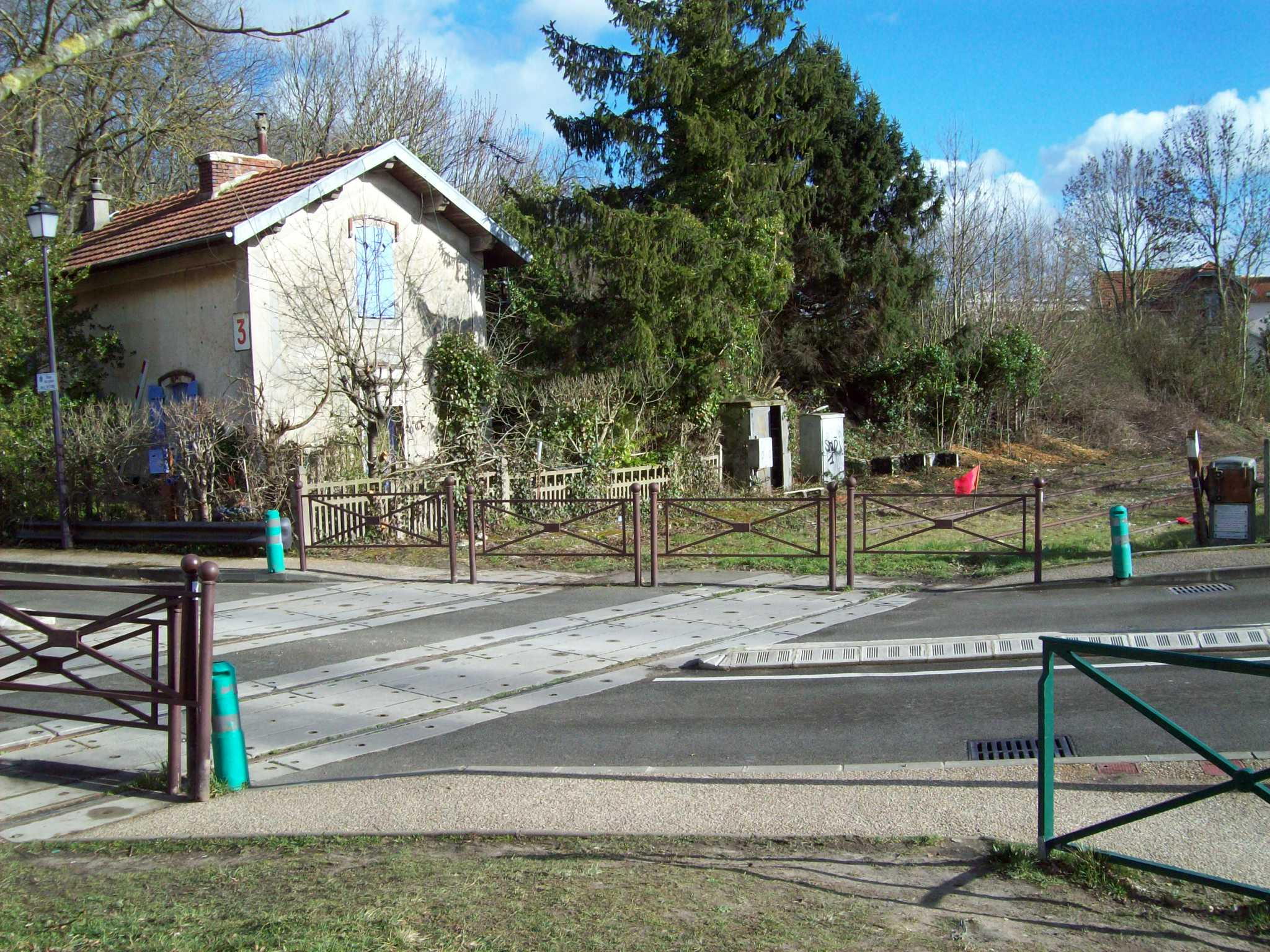
En 2014.
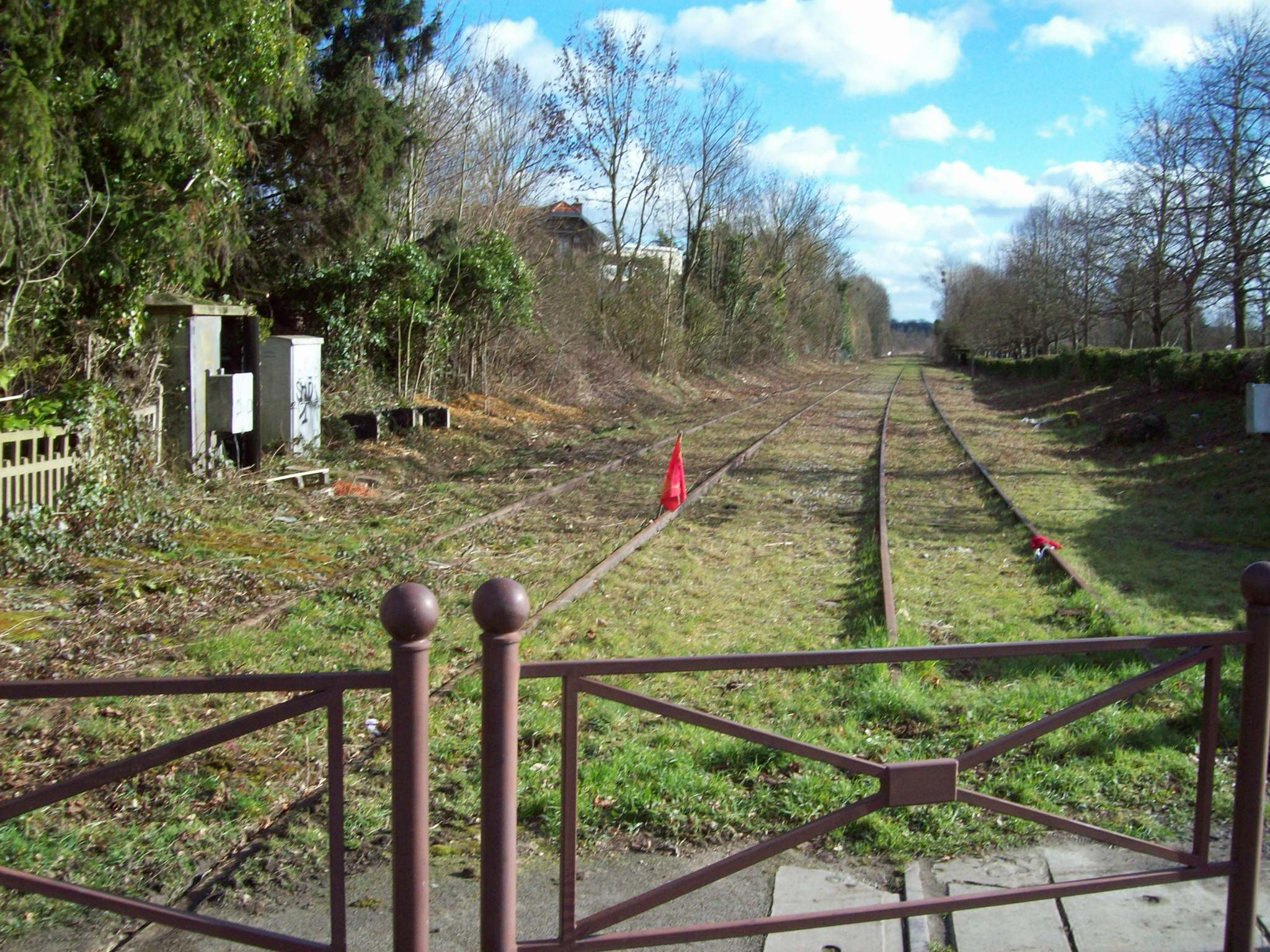
En 2014.
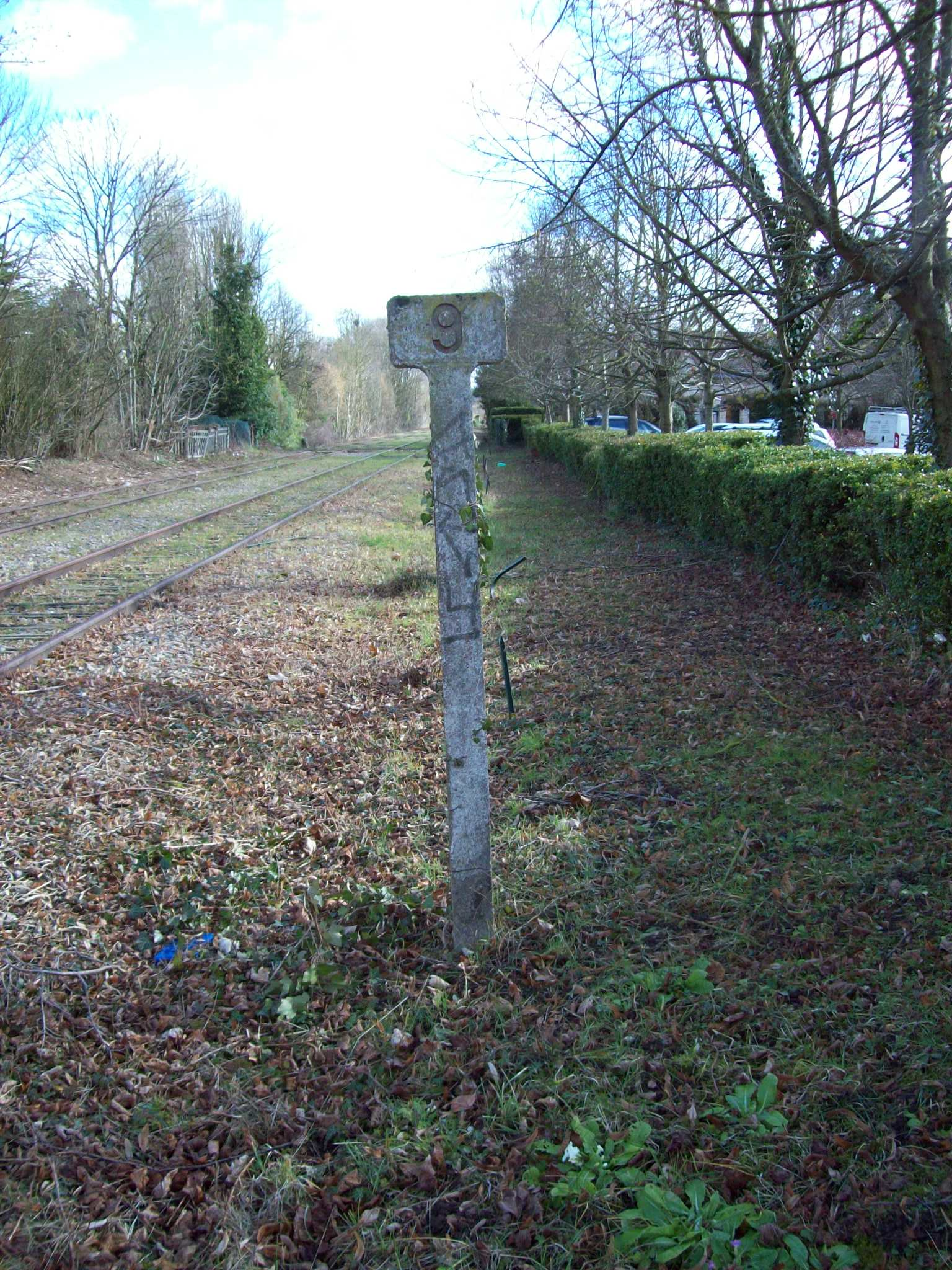
En 2014.
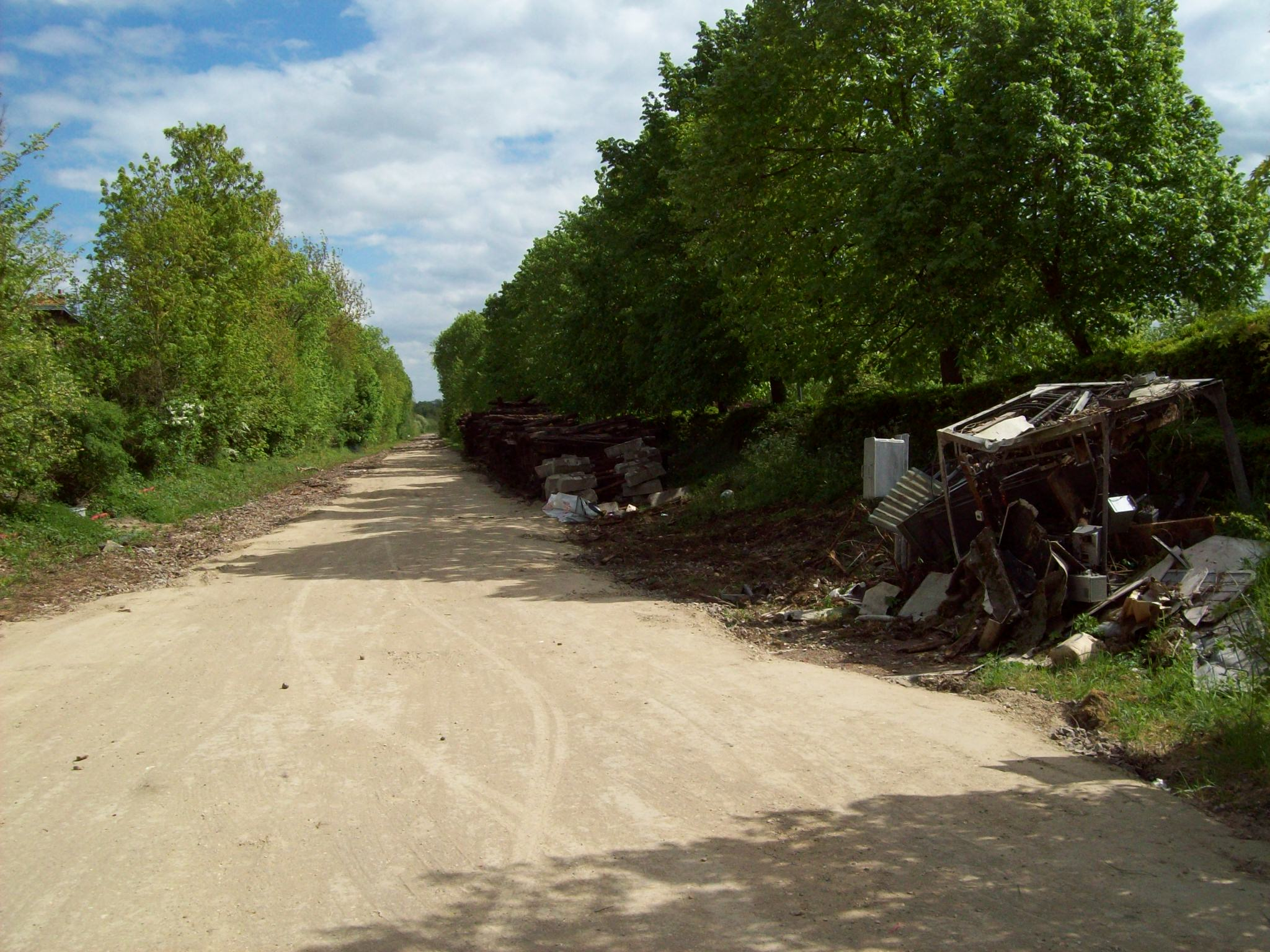
En 2018.
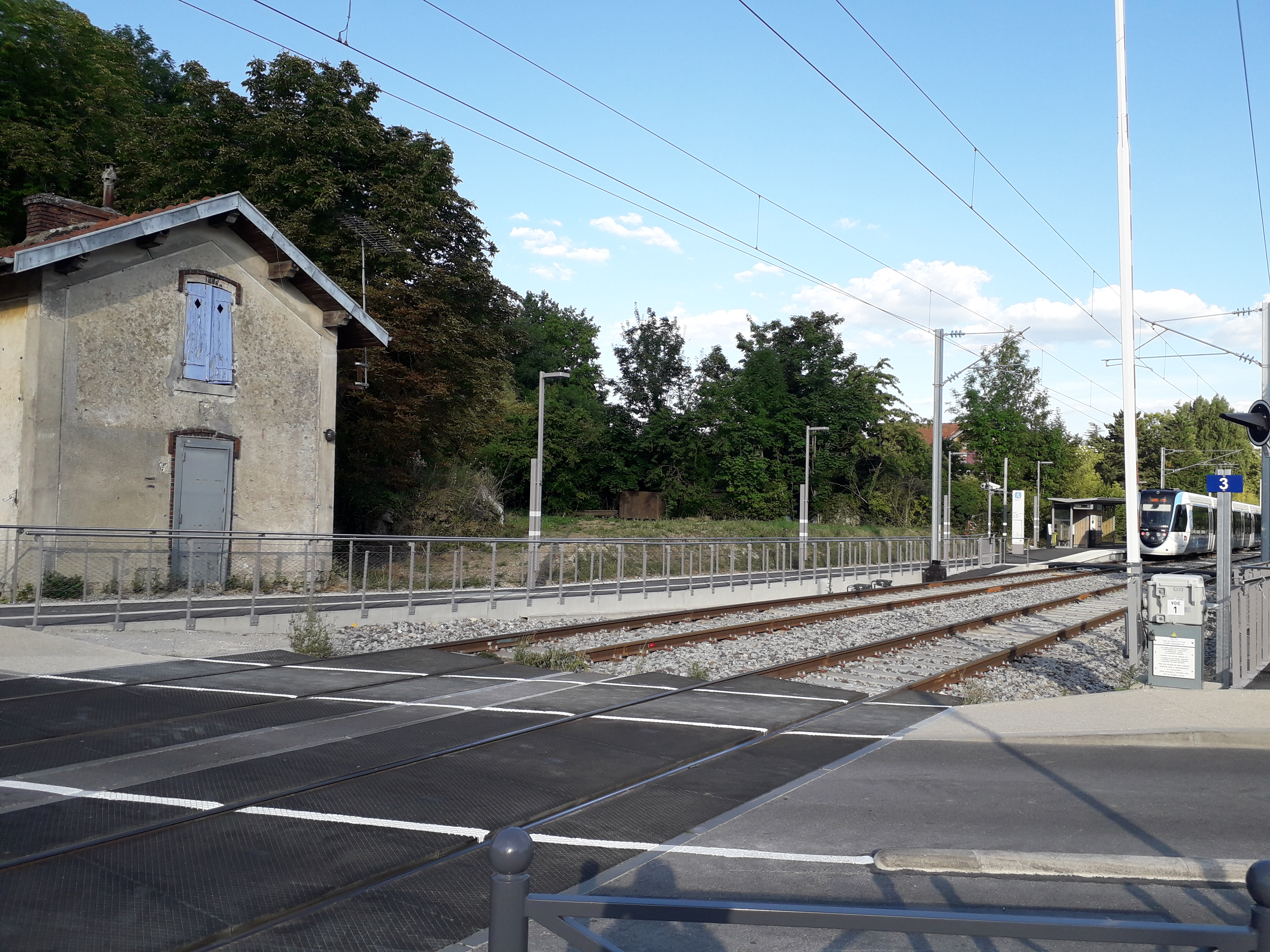
En 2022.